# William Benezit
William Benezit, né le 27 février 1997  à La Rochelle, est un handballeur français.
Formé dans le Loiret, il débute en professionnel au Chartres MHB28 en deuxième division. Rapidement installé dans l'effectif, il est élu meilleur espoir du championnat 2018-2019 que son club remporte. Promu dans l'élite, il est barré par la concurrence et prêté à Créteil pour la saison 2020-2021.

## Biographie

### Enfance et formation
Né à La Rochelle,, la vie de William Benezit débute à Montargis dans une famille qui connaît de nombreuses difficultés. Ses deux grandes sœurs sont placées dès leur plus jeune âge. William, troisième enfant du couple, suit le même chemin avec Florent, son cadet de trois ans. Les deux frères enchaînent les séjours de courte durée dans des familles d'accueil.
William Benezit intègre le Village d'enfants d'Amilly à dix ans et y vit sept années. À treize ans, William Benezit franchit la porte du gymnase Ladoumègue à quelques mètres du Village, attiré par le basketball.
Kamel Messibah, l'entraîneur de la section handball aux J3 Amilly, le convainc de mettre sa taille et sa détente au profit de son club. Sa vitesse est déjà au dessus de la moyenne et il est déjà repéré par plusieurs clubs durant ses deux saisons au J3A. 
William rejoint le pôle espoir chartrain puis s'engage avec Saran pour la saison 2013-2014. Jouant alors arrière droit, l'Amillois y reçoit sa première convocation en équipe de France cadets dès fin 2013.

### Professionnel à Chartres
Après son court passage à Saran, William rejoint le C' Chartres Métropole Handball (alors Chartres MHB28). L'Amollis débute en équipe réserve avant de faire des apparitions en équipe professionnelle, en ProD2. En 2017, William signe son premier contrat professionnel. 
Au terme de l'exercice 2018-2019, le Chartres MHB28 est sacré champion de France de D2 et promu en première division. Auteur de 54 buts, Benezit est élu meilleur espoir de la compétition et prolonge son contrat de trois années.  
Durant la saison 2019-2020, attendu pour confirmer son potentiel, Benezit est barré par Morten Vium qui termine troisième meilleur réalisateur du championnat. Il évolue très peu en Starligue, ne scorant que neuf buts en dix-huit rencontres.
Pour la saison 2020-2021, Benezit est prêté à l'US Créteil, aussi en Starligue, pour trouver du temps de jeu.

## Statistiques
| Saison                | Club                       | Championnat           | Championnat | Championnat | Coupe nationale | Coupe nationale | Coupe de la Ligue | Coupe de la Ligue | Trophée des champions | Trophée des champions | Total | Total |
| Saison                | Club                       | Division              | M.          | B.          | M.              | B.              | M.                | B.                | M.                    | B.                    | M.    | B.    |
| 2015-2016             | Chartres MHB               | D1                    | 2           | 0           | 1               | 1               | -                 | -                 | -                     | -                     | 3     | 1     |
| 2016-2017             | Chartres MHB               | D2                    | 19          | 22          | 2               | 2               | 2                 | 2                 | -                     | -                     | 23    | 26    |
| 2017-2018             | Chartres MHB               | D2                    | 26+2        | 33+3        | 1               | 1               | 1                 | 1                 | -                     | -                     | 30    | 38    |
| 2018-2019             | Chartres MHB               | D2                    | 26+2        | 51+3        | 2               | 5               | 2                 | 3                 | -                     | -                     | 32    | 62    |
| 2019-2020             | Chartres MHB               | D1                    | 18          | 9           | 2               | 0               | 3                 | 5                 | 1                     | 1                     | 24    | 15    |
| Sous-total            | Sous-total                 | Sous-total            | 95          | 121         | 8               | 9               | 8                 | 11                | 1                     | 1                     | 112   | 142   |
| 2020-2021             | US Créteil Handball (prêt) | D1                    | 19          | 13          | -               | -               | -                 | -                 | -                     | -                     | 19    | 13    |
| Total sur la carrière | Total sur la carrière      | Total sur la carrière | 114         | 141         | 8               | 9               | 8                 | 11                | 1                     | 1                     | 131   | 162   |

## Style de jeu
William Benezit est formé au poste d'arrière droit, du fait de sa grande taille précoce (1,88m) et qu'il soit gaucher. À sa sortie du Pôle espoirs, il est décalé sur l'aile du fait de son poids trop léger (moins de 70 kg). 
Durant la saison 2017-2018, sa première en tant que professionnel, il est parfois utilisé en tant qu'arrière. Il se plaint de ne pas réussir à prendre de poids malgré des régimes et de la musculation. Il déclare sur sa préférance : « J'aime bien les deux. Arrière, je touche un peu plus le ballon et je peux provoquer plus de choses. J'aime bien aller au duel. À l'aile, le face à face avec le gardien est sympa aussi ».

## Palmarès

### En club
- Championnat de France de deuxième division (1)
  - Champion : 2019 avec Chartres

### Distinction individuelle
- élu meilleur espoir du Championnat de France de D2 2018-2019